# Esfera d'influència (astrodinàmica)
Una esfera d'influència (en anglès: sphere of influence, abreujat SOI) en astrodinàmica i astronomia és la regió de forma esferoide oblat al voltant d'un objecte astronòmic on la influència gravitacional primària en un objecte orbital és aquell cos. Això s'utilitza generalment per descriure les àrees del Sistema solar on els planetes dominen les òrbites dels objectes circumdants com les llunes, tot i la presència del Sol molt més massiu però distant. En l'aproximació cònica apedaçada, que s'utilitza per estimar les trajectòries dels cossos que es mouen entre els barris de diferents masses utilitzant una aproximació de dos cos, el·lipses i hipèrboles, el SOI es pren com el límit on la trajectòria canvia el camp massiu que influeix.
L'equació general que descriu el radi de l'esfera {\displaystyle r_{SOI}} d'un planeta:
{\displaystyle r_{SOI}\approx a\left({\frac {m}{M}}\right)^{2/5}}
on
{\displaystyle a} és el semieix major de l'òrbita de l'objecte (en general d'un planeta) al voltant del cos més gran (en general el Sol).
{\displaystyle m} i {\displaystyle M} són les masses de l'objecte més petit i més gran (generalment un planeta i el Sol), respectivament.
En l'aproximació cònica tallada, una vegada que un objecte surt del SOI del planeta, la influència gravitatòria primària/única és el Sol (fins que l'objecte entra en SOI d'un altre cos). Atès que la definició de rSOI es basa en la presència del Sol i un planeta, el terme només és aplicable en un sistema de tres o més cossos i requereix que la massa del cos primari sigui molt més gran que la massa del cos secundari. Això canvia el problema de tres cossos a un restringit problema de dos cossos.

## Taula de radis SOI seleccionats
La taula mostra els valors de l'esfera de gravetat dels cossos del sistema solar en relació amb el Sol.:
| Cos     | Radi SOI (10⁶ km) | Radi SOI (radis del cos) |
| ------- | ----------------- | ------------------------ |
| Mercuri | 0.112             | 46                       |
| Venus   | 0.616             | 102                      |
| Terra   | 0.924             | 145                      |
| Lluna   | 0.0661            | 38                       |
| Mart    | 0.576             | 170                      |
| Júpiter | 48.2              | 687                      |
| Saturn  | 54.6              | 1025                     |
| Urà     | 51.8              | 2040                     |
| Neptú   | 86.8              | 3525                     |

Tots aquests són presos en relació amb el Sol, a excepció de la Lluna, que és relativa a la Terra.

## Més precisió al SOI
L'esfera d'influència no és, de fet, una esfera. La distància al SOI depèn de la distància angular {\displaystyle \theta } del cos massiu. Una fórmula més precisa és donada per
{\displaystyle r_{SOI}(\theta )\approx a\left({\frac {m}{M}}\right)^{2/5}{\frac {1}{\sqrt[{10}]{1+3\cos ^{2}(\theta )}}}}
Fent una mitjana de totes les direccions possibles obtenim
{\displaystyle {\overline {r_{SOI}}}=0.9431a\left({\frac {m}{M}}\right)^{2/5}}

## Derivació
Considereu dues masses puntuals {\displaystyle A} i {\displaystyle B} a les ubicacions {\displaystyle r_{A}} i {\displaystyle r_{B}}, amb massa {\displaystyle m_{A}} i {\displaystyle m_{B}}, respectivament. La distància {\displaystyle R=|r_{B}-r_{A}|} separa els dos objectes. Donat un tercer punt sense punts {\displaystyle C} a la ubicació {\displaystyle r_{C}}, es pot preguntar si s'ha d'utilitzar un marc centrat a {\displaystyle A} o a {\displaystyle B} per analitzar la dinàmica de {\displaystyle C}.

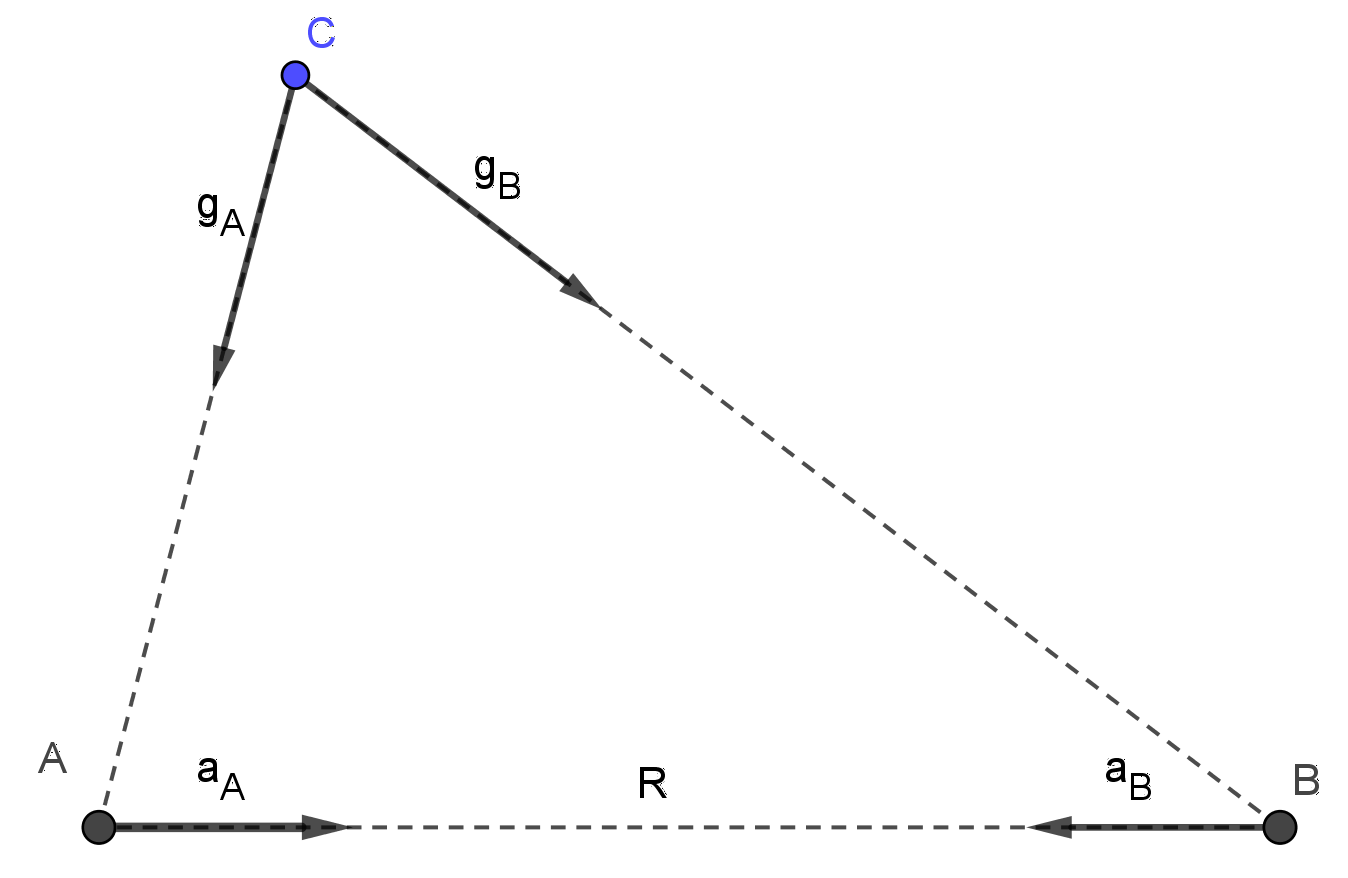
Geometria i dinàmica per derivar l'esfera d'influència

La gravetat de {\displaystyle B} es denota com {\displaystyle g_{B}} i es tractarà com una pertorbació de la dinàmica de {\displaystyle C} per la gravetat {\displaystyle g_{A}} del cos {\displaystyle A}. A causa de les seves interaccions gravitacionals, el punt {\displaystyle A} és atret per un punt {\displaystyle B} amb acceleració {\displaystyle a_{A}={\frac {Gm_{B}}{R^{3}}}(r_{B}-r_{A})}, aquest marc no és, per tant, inercial. Per quantificar els efectes de les pertorbacions en aquest marc, cal considerar la proporció de les pertorbacions a la gravetat del cos principal, és a dir, {\displaystyle \chi _{A}={\frac {|g_{B}-a_{A}|}{|g_{A}|}}}. La pertorbació {\displaystyle g_{B}-a_{A}} també es coneix com a força de marees deguda al cos {\displaystyle B}. És possible construir la relació de pertorbació {\displaystyle \chi _{B}} per al marc centrat en {\displaystyle B} intercanviant {\displaystyle A\leftrightarrow B}.
|                                              | Marc A                                                         | Marc B                                                         |
| -------------------------------------------- | -------------------------------------------------------------- | -------------------------------------------------------------- |
| Acceleració principal                        | {\displaystyle g_{A}}                                          | {\displaystyle g_{B}}                                          |
| Acceleració de marc                          | {\displaystyle a_{A}}                                          | {\displaystyle a_{B}}                                          |
| Acceleració secundària                       | {\displaystyle g_{B}}                                          | {\displaystyle g_{A}}                                          |
| Pertorbació, forces de marea                 | {\displaystyle g_{B}-a_{A}}                                    | {\displaystyle g_{A}-a_{B}}                                    |
| Relació de pertorbació {\displaystyle \chi } | {\displaystyle \chi _{A}={\frac {\|g_{B}-a_{A}\|}{\|g_{A}\|}}} | {\displaystyle \chi _{B}={\frac {\|g_{A}-a_{B}\|}{\|g_{B}\|}}} |

A mesura que {\displaystyle C} s'acosta a {\displaystyle A}, {\displaystyle \chi _{A}\rightarrow 0} i {\displaystyle \chi _{B}\rightarrow \infty }, i viceversa. El marc a triar és el que té la menor proporció de pertorbació. En general, aquesta regió és bastant complicada, però en el cas que una massa domina l'altra, diguem {\displaystyle m_{A}\ll m_{B}}, és possible aproximar la superfície de separació. En aquest cas, aquesta superfície ha d'estar propera a la massa {\displaystyle A}, indica {\displaystyle r} la distància de {\displaystyle A} a la superfície de separació.
|                                              | Marc A                                                                        | Marc B |
| -------------------------------------------- | ----------------------------------------------------------------------------- | --- |
| Acceleració principal                        | {\displaystyle g_{A}={\frac {Gm_{A}}{r^{2}}}}                                 | {\displaystyle g_{B}\approx {\frac {Gm_{B}}{R^{2}}}+{\frac {Gm_{B}}{R^{3}}}r\approx {\frac {Gm_{B}}{R^{2}}}} |
| Acceleració de marc                          | {\displaystyle a_{A}={\frac {Gm_{B}}{R^{2}}}}                                 | {\displaystyle a_{B}={\frac {Gm_{A}}{R^{2}}}\approx 0}                                                       |
| Acceleració secundària                       | {\displaystyle g_{B}\approx {\frac {Gm_{B}}{R^{2}}}+{\frac {Gm_{B}}{R^{3}}}r} | {\displaystyle g_{A}={\frac {Gm_{A}}{r^{2}}}}                                                                |
| Pertorbació, forces de marea                 | {\displaystyle g_{B}-a_{A}\approx {\frac {Gm_{B}}{R^{3}}}r}                   | {\displaystyle g_{A}-a_{B}\approx {\frac {Gm_{A}}{r^{2}}}}                                                   |
| Relació de pertorbació {\displaystyle \chi } | {\displaystyle \chi _{A}\approx {\frac {m_{B}}{m_{A}}}{\frac {r^{3}}{R^{3}}}} | {\displaystyle \chi _{B}\approx {\frac {m_{A}}{m_{B}}}{\frac {R^{2}}{r^{2}}}}                                |

La distància a l'esfera d'influència ha de complir, doncs, {\displaystyle {\frac {m_{B}}{m_{A}}}{\frac {r^{3}}{R^{3}}}={\frac {m_{A}}{m_{B}}}{\frac {R^{2}}{r^{2}}}} de manera que {\displaystyle r=\left({\frac {m_{A}}{m_{B}}}\right)^{2/5}R} és el radi de l'esfera d'influència del cos {\displaystyle A}